# Here's to the Good Times
Here's to the Good Times è il primo album in studio del gruppo country statunitense Florida Georgia Line, pubblicato nel 2012.

## Tracce
1. Cruise – 3:29
2. Round Here – 3:35
3. Get Your Shine On – 3:42
4. Here's to the Good Times – 4:10
5. It'z Just What We Do – 3:38
6. Stay (Black Stone Cherry cover) – 3:19
7. Hell Raisin' Heat of the Summer – 3:33
8. Tell Me How You Like It – 3:46
9. Tip It Back – 3:44
10. Dayum, Baby (featuring Sarah Buxton) – 3:25
11. Party People – 3:39

## Formazione
- Brian Kelley
- Tyler Hubbard

## Classifiche
| Classifica (2012) | Posizione massima |
| ----------------- | ----------------- |
| Stati Uniti       | 4                 |